# سو وو جین
سو وو جین (کره‌ای: 서우진؛ زادهٔ ۲۳ ژوئیه ۲۰۱۵) بازیگر خردسال و مدل اهل کره جنوبی است. او در مجموعه‌های تلویزیونی همچون نور چشمانت حضور پیدا کرده‌است. او به خاطر ایفای نقش در سلام خداحافظ مامان! (۲۰۲۰) در نقش فرزند کیم ته-هی شناخته می‌شود.

## فیلم‌شناسی

### مجموعه‌های تلویزیونی
| سال                           | عنوان                                | نقش                  | منابع  |
| ----------------------------- | ------------------------------------ | -------------------- | ------ |
| ۲۰۱۶                          | غریبه شیرین و من                     |                      | [ ۳ ]  |
| ۲۰۱۷                          | اعتراف زوجین                         |                      | [ ۴ ]  |
| ۲۰۱۸                          | همسر من آقای اوه                     |                      | [ ۵ ]  |
| ۲۰۱۸                          | رسوایی گانگنام                       |                      | [ ۶ ]  |
| ۲۰۱۹                          | نور چشمانت                           | لی ده سانگ (کودکی)   | [ ۷ ]  |
| ۲۰۱۹                          | نجاتم بده ۲                          | سوجون                | [ ۸ ]  |
| ۲۰۱۹                          | سرچ: دبلیودبلیودبلیو                 |                      | [ ۹ ]  |
| ۲۰۱۹                          | وی‌آی‌پی                               | سوجین                | [ ۱۰ ] |
| ۲۰۱۹                          | نواقص عشق                            | جو سوجون (کودکی)     | [ ۱۱ ] |
| ۲۰۲۰                          | نواقص عشق                            | جو سوجون (کودکی)     | [ ۱۱ ] |
| سلام خداحافظ مامان!           | چو سو وو                             | [ ۱۲ ]               |        |
| پادشاه: سلطنت ابدی            | پسر نخست‌وزیر                         | [ ۱۳ ]               |        |
| برای عاشق شدن تنهایی هم کافیه | کیم مین                              | [ ۱۴ ]               |        |
| مرد در نقاب                   | لی مین وو / چوی مین وو / هان دونگ هو | [ ۱۵ ]               |        |
| ۲۰۲۱                          | موش                                  | خردسالی جه هون       | [ ۱۶ ] |
| ۲۰۲۱                          | در دوردست بهار سبز است               | کودکی یو جون         |        |
| ۲۰۲۱                          | قاضی شیطان                           | کودکی کانگ آیزاک     |        |
| ۲۰۲۱–۲۰۲۲                     | بانوی جوان و جنتلمن                  | لی سه جونگ           | [ ۱۷ ] |
| ۲۰۲۱–۲۰۲۲                     | شهر ساختگی                           | جونگ هیون وو         |        |
| ۲۰۲۲                          | اسپانسر                              | هیون جین (جوانی)     | [ ۱۸ ] |
| ۲۰۲۲                          | متن ازدواج و موسیقی طلاق             |                      |        |
| ۲۰۲۲                          | یک خانواده نمونه                     | پارک هیون وو (کودکی) |        |
| ۲۰۲۲                          | زیر چتر ملکه                         | شاهزاده وون سون      | [ ۱۹ ] |

### برنامه تلویزیونی
| سال  | عنوان                       | نقش               | توضیحات                             | منابع  |
| ---- | --------------------------- | ----------------- | ----------------------------------- | ------ |
| ۲۰۲۲ | KBS Creative Song Contest   | میزبان            | به همراه پارک سو هیون و یو مین سانگ | [ ۲۰ ] |
| ۲۰۲۲ | Children's Taste, Dongchimi | عضو گروه بازیگران | ویژهٔ چوسوک                          | [ ۲۱ ] |

## جوایز و نامزدی‌ها
| مراسم جوایز         | سال  | دسته‌بندی           | نامزد / اثر         | نتیجه    | منابع  |
| ------------------- | ---- | ------------------ | ------------------- | -------- | ------ |
| جوایز مدل آسیا      | ۲۰۲۱ | جایزه کیدز استار   | بانوی جوان و جنتلمن | برنده    | [ ۲۲ ] |
| جوایز درامای کی‌بی‌اس | ۲۰۲۰ | بهترین بازیگر جوان | مرد در نقاب         | نامزدشده | [ ۲۳ ] |
| جوایز درامای کی‌بی‌اس | ۲۰۲۱ | بهترین بازیگر جوان | بانوی جوان و جنتلمن | برنده    | [ ۲۴ ] |